# Chiton stangeri
Chiton stangeri är en blötdjursart som beskrevs av Reeve 1847. Chiton stangeri ingår i släktet Chiton och familjen Chitonidae. Inga underarter finns listade i Catalogue of Life.